# Upper Sandusky
Upper Sandusky is een plaats (city) in de Amerikaanse staat Ohio, en valt bestuurlijk gezien onder Wyandot County.

## Demografie
Bij de volkstelling in 2000 werd het aantal inwoners vastgesteld op 6533.
In 2006 is het aantal inwoners door het United States Census Bureau geschat op 6398, een daling van 135 (-2.1%).

## Geografie
Volgens het United States Census Bureau beslaat de plaats een oppervlakte van
13,7 km², waarvan 13,6 km² land en 0,1 km² water. Upper Sandusky ligt op ongeveer 262 m boven zeeniveau.

## Plaatsen in de nabije omgeving
De onderstaande figuur toont nabijgelegen plaatsen in een straal van 16 km rond Upper Sandusky.